# Tài xế taxi
Tài xế taxi (tiếng Anh: Taxi Driver) là một bộ phim tâm lý tội phạm của Mỹ năm 1976 với những yếu tố neo-noir và giết người tâm thần, do Martin Scorsese đạo diễn và Paul Schrader viết kịch bản. Đặt bối cảnh tại thành phố New York sau chiến tranh Việt Nam, phim có sự góp mặt của Robert De Niro, Jodie Foster, Harvey Keitel, Cybill Shepherd, Peter Boyle và Albert Brooks.
Phim thường được những nhà phê bình, đạo diễn phim và khán giả trích dẫn giống như một trong những bộ phim hay nhất mọi thời đại. Tài xế taxi nhận bốn đề cử giải Oscar, bao gồm phim hay nhất, ngoài ra phim còn đoạt giải Cành cọ vàng tại Liên hoan phim Cannes 1976. Viện phim Mỹ xếp Tài xế taxi ở vị trí thứ 52 trong danh sách 100 phim hay nhất của Viện phim Mỹ (phiên bản kỷ niệm 10 năm). Phim đứng ở vị trí thứ 17 trong danh sách 500 phim hay nhất mọi thời đại của tạp chí Empire năm 2008.

## Nội dung
Tại thành phố New York, Travis Bickle, một cựu binh Chiến tranh Việt Nam, làm tài xế taxi ca đêm để đối phó với chứng mất ngủ kinh niên và nỗi cô đơn, thường xuyên lui tới những rạp chiếu phim người lớn cũng như giữ một cuốn nhật ký mà anh dùng để viết những câu cách ngôn như là “bạn chỉ khỏe mạnh như cách bạn cảm thấy”. Anh ngày càng kinh tởm trước tình trạng tội phạm và xuống cấp trong thành phố cũng như mơ tưởng về việc “loại bỏ bọn rác rưởi khỏi đường phố”.
Travis dần có cảm tình với Betsy, một tình nguyện viên trong chiến dịch tranh cử của Thượng Nghị sĩ và ứng cử viên tổng thống Charles Palantine. Travis đã đi vào văn phòng chiến dịch nơi cô làm việc, mời cô đi uống cà phê và được đồng ý. Betsy cũng đồng ý đến buổi hẹn thứ hai cùng anh. Nhưng lần này, anh lại dẫn cô đến một rạp chiếu phim người lớn, khiến cô bỏ về ngay lập tức. Anh đã cố làm lành với cô nhưng bất thành. Tức giận, anh xông vào văn phòng làm việc của cô và mắng nhiếc cô trước khi bị tống ra ngoài.
Trải qua giai đoạn khủng hoảng hiện sinh và chứng kiến đủ loại hành vi mại dâm khắp thành phố, Travis tâm sự với một tài xế taxi đồng nghiệp, có biệt danh là Pháp sư, về những suy nghĩ bạo lực của mình. Tuy nhiên, Pháp sư gạt đi và trấn an rằng anh sẽ ổn thôi. Để giải tỏa cơn giận, Travis tuân theo một chế độ rèn luyện thể chất cường độ cao. Anh liên hệ với Easy Andy, một tay buôn súng chợ đen, và mua bốn khẩu súng ngắn. Tại nhà, Travis luyện tập rút súng, thậm chí còn chế tạo một cơ chế rút súng nhanh giấu trong tay áo. Anh bắt đầu tham gia các buổi mít tinh của Palatine để quan sát bố trí an ninh của ông ta. Rồi một đêm nọ, Travis bắn chết một gã đang cố cướp cửa hàng tiện lợi của một người bạn của anh.
Khi đi vòng quanh thành phố, Travis thường xuyên bắt gặp Iris, một cô bé làm gái mại dâm mới 12 tuổi. Bằng cách lừa Sport, tên ma cô đồng thời cũng là nhân tình vũ phu của cô bé nghĩ rằng anh muốn mua dâm, Travis gặp riêng Iris và cố thuyết phục cô ngưng việc bán dâm.
Không lâu sau, Travis cạo đầu thành kiểu mohawk và tham gia một buổi vận động tranh cử công khai, với ý định ám sát Palatine. Tuy nhiên, các nhân viên Mật vụ nhìn thấy Travis thọc tay vào trong áo khoác nên đã tiến đến chỗ anh, khiến anh phải bỏ chạy. Travis tẩu thoát thành công và trở về nhà mà không bị phát hiện.
Tối hôm đó, Travis lái xe đến nhà thổ chỗ Iris làm để giết Sport. Anh bắn Sport cùng một trong những khách hàng của Iris, một tay mafia. Dù bị trúng đạn, Travis vẫn cố giết được cả hai tên. Anh vật lộn với tên bảo vệ, dùng dao đâm vào tay hắn trước khi kết liễu hắn với một phát vào đầu. Travis cố tự sát nhưng súng đã hết đạn. Bị thương nặng, anh ngồi phịch trên chiếc ghế bên cạnh Iris đang khóc nức nở. Khi cảnh sát đến hiện trường, Travis giả vờ bắn vào đầu mình với ngón tay đầy máu.
Vết thương làm Travis rơi vào tình trạng hôn mê, nhưng anh được báo chí ca ngợi như một vị anh hùng hành hiệp trượng nghĩa cũng như không bị truy tố về tội giết người. Anh nhận được một lá thư từ cha mẹ của Iris ở Pittsburgh cảm ơn và cho anh biết rằng Iris hiện đã an toàn và đi học trở lại.
Sau khi hồi phục, Travis trở lại làm việc và gặp lại Betsy khi cô gọi xe. Betsy nói rằng cô có theo dõi câu chuyện của anh trên báo. Travis đưa cô về nhà nhưng không nhận tiền rồi mỉm cười lái xe đi. Anh trông như bị kích động sau khi thấy một thứ gì đó qua kính chiếu hậu, nhưng rồi vẫn tiếp tục lái xe trong màn đêm.

## Diễn viên
- Robert De Niro vai Travis Bickle
- Jodie Foster vai Iris Steensma
- Cybill Shepherd vai Betsy
- Harvey Keitel vai Matthew "Sport" Higgins
- Albert Brooks vai Tom
- Leonard Harris vai Thượng nghị sĩ Charles Palantine
- Peter Boyle vai "Pháp Sư"
- Steven Prince vai Andy Dễ Dãi